# Rumänische Botschaft in Berlin

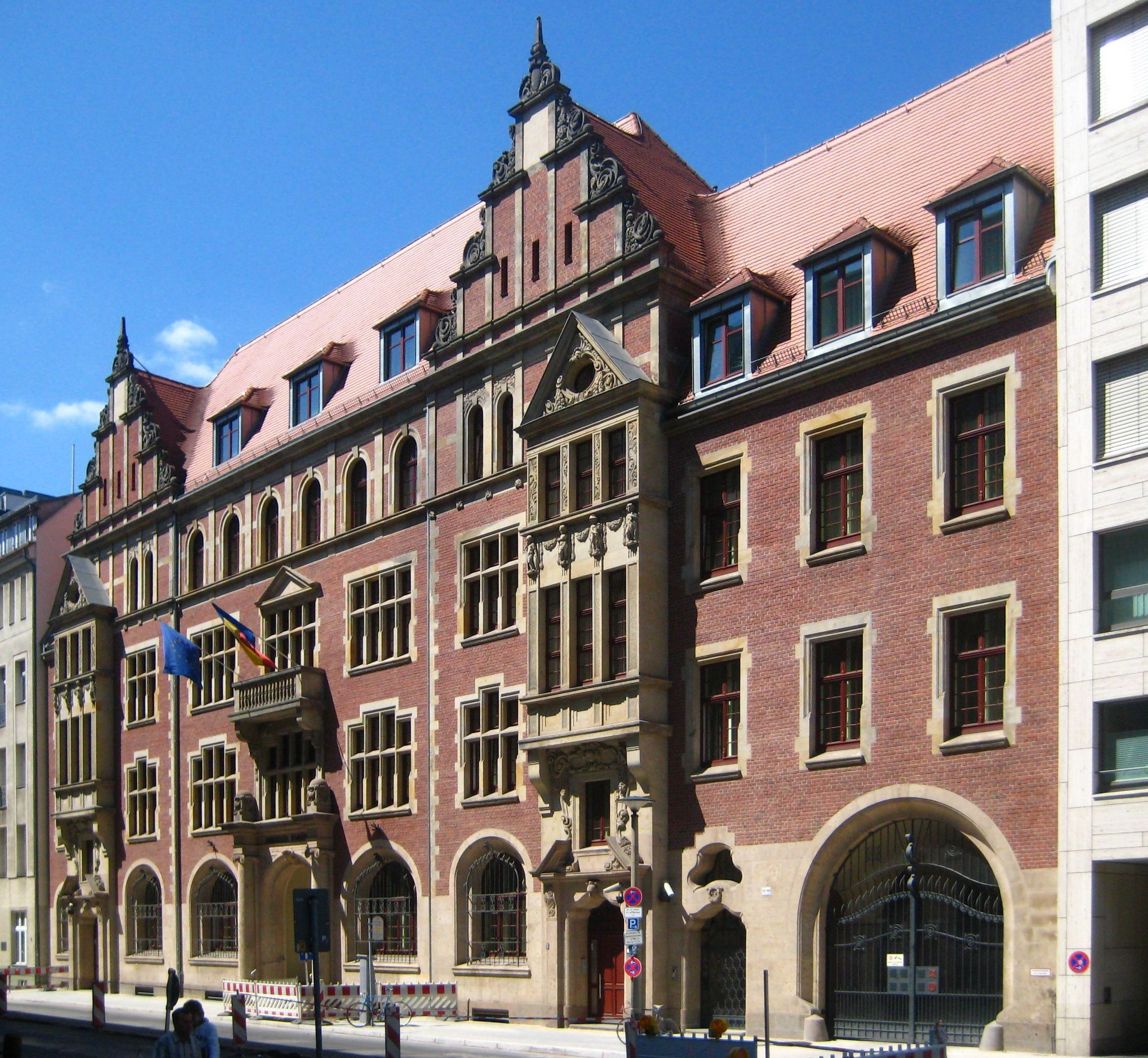
Botschaft in der Dorotheenstraße 62–66 in Berlin-Mitte

Die rumänische Botschaft in Berlin (rumänisch Ambasada României) ist der Hauptsitz der diplomatischen Vertretung Rumäniens in Deutschland. Das Botschaftsgebäude befindet sich in der Dorotheenstraße 62–66 im Ortsteil Mitte des gleichnamigen Bezirks.
Botschafterin ist seit 17. September 2021 Adriana-Loreta Stănescu.
Rumänien unterhält Generalkonsulate in Bonn, München und Stuttgart sowie Honorarkonsulate in Leipzig und Neustadt an der Weinstraße.

## Geschichte der diplomatischen Beziehungen
Zwischen dem Deutschen Kaiserreich und dem Königreich Rumänien bestanden seit 1879 diplomatische Beziehungen. Die rumänische Gesandtschaft in Berlin hatte ihren Sitz in der Matthäikirchstraße 27. Deutschland entsandte seine Konsularbeamten in das Königreich Rumänien u. a. nach Brăila, Bukarest, Constanța, Galați und Iași.
Am 31. Januar 1967 nahmen Rumänien und die Bundesrepublik Deutschland diplomatische Beziehungen auf. Von 1984 bis 2000 befand sich die Botschaft Rumäniens im Legionsweg 14 in Bonn-Castell. Aufgrund des Umzugs von Bundestag und Regierung nach Berlin verlegte auch die rumänische Botschaft 2002 ihren Sitz in die neue deutsche Hauptstadt. Das ehemalige Botschaftsgebäude in Bonn dient seit dem Umzug nach Berlin als Generalkonsulat. 
Die DDR unterhielt mit Rumänien seit dem 22. Oktober 1949 diplomatische Beziehungen. Sie bestanden bis zur deutschen Wiedervereinigung im Jahr 1990. Die Botschaft befand sich in Ost-Berlin in der Parkstraße 23 im Stadtbezirk Pankow.

## Gebäude
Seit Dezember 2002 residiert die Botschaft im ehemaligen Kaiserlichen Postamt NW 7. Das Gebäude wurde 1905–1906 errichtet und 1911 um einen kleineren Anbau erweitert. 1930 wurde die Schalterhalle von Willy Hoffmann umgestaltet.
Der Baukörper besteht aus einem viergeschossigen Vorderhaus mit zwei Seitenflügeln und einem Quergebäude. Die Fassade entstand im Stil der Spätrenaissance  mit sandsteinfarbenem Granitsockel und Verblendmauerwerk aus roten Hartbrandziegeln, zwei Staffelgiebeln und einem hohen Walmdach. In der DDR befanden sich hier Abteilungen des Zentralen Post- und Fernmeldeverkehrsamtes. Bis zum Verkauf an die rumänische Regierung im Jahr 2001 stand das Gebäude mehrere Jahre lang leer, bevor es zur Botschaft umgebaut wurde.
Das Gebäude steht unter Denkmalschutz.